# Diego Gavilán
 Diego Antonio Gavilán Zárate, plus connu sous le nom de  Diego Gavilán, né le 1er mars 1980 à Asuncion, est un footballeur international paraguayen. Il joue au poste de milieu offensif avec l'équipe du Paraguay.

## Carrière

### En équipe nationale
Il a fait ses débuts internationaux en avril 1999 contre l'équipe du Mexique.
Gavilán participe à la coupe du monde 2006 avec l'équipe du Paraguay. Il a aussi disputé la coupe du monde 2002.

## Palmarès
- Champion de l'État du Rio Grande do Sul en 2003, 2004 et 2005 avec SC Internacional et en 2007 avec Grêmio Porto Alegre.
- 43 sélections (1 but) avec l'équipe du Paraguay depuis 2000.